# ВАЗ-2101
ВАЗ-2101 „жигули” (рус. ВАЗ-2101 „жигули”), у Русији познат и као „копејка” (рус. „копейка”; најмањи новчић, 1/100 од рубље), представља компактну лимузину (путнички аутомобил, Модел 1 у совјетској класификацији) произведен од стране совјетског произвођача АвтоВАЗ. Представљен је 1970. године као први производ компаније.
Аутомобил је био веома модификована верзија Фијата 124 прилагођена Совјетском Савезу и већем делу Источног блока, произвођен по Фијатовој лиценци. Након тога, широко се извозио на Запад, под марком Лада. У нашој земљи био је познат као Лада стандард. Верзија караван носила је ознаку ВАЗ-2102. 

## Развој
Италијански Фијат 124, који је победио као европски аутомобил године 1967. године, прилагођен је тако да преживи сурове руске услове вожње. Међу многим изменама, алуминијумски кочиони добоши су додати позади, а оригинални Фијат мотор је одбачен у корист новијег дизајна који је развио совјетски институт НАМИ. Овај нови мотор имао је модеран дизајн брегасте осовине у глави мотора, али се никада није користио у Фијат аутомобилима. Огибљење је ојачано да издржи грубе руске путеве, а каросерија је израђена од дебљег и тежег челика са ојачањем у кључним подручјима шасије након што је откривено пуцање током испитивања издржљивости. Први Лада модели били су опремљени стартном ручицом за случај да се батерија испразни у сибирским условима, мада је то касније одбачено. Још једна карактеристика која је посебно намењена за помоћ у хладним условима била је ручна помоћна пумпа за гориво.
Мотори коришћени у оригиналним Ладама почињу са 1.2 мотором са класичним карбуратором, и иду до 1.7 мотора у извозном моделу, са системом убризгавања горива компаније Џенерал моторс. Дизел мотори су касније уграђивани само за домаће тржиште. Погон је на задње точкове. Мотор је четвороцилиндрични са два вентила по цилиндру и једном брегастом осовином у глави мотора.

## Историја
Модел 2101 је реконструисана верзија Фијата 124 произведена по лиценци од Фијата и скројена за нације Источног блока, али се нашироко извозила на Запад као економични аутомобил. Иако су га обновљене и модернизоване верзије ВАЗ-2105, 2104 и 2107 у великој мери замениле на Западу почетком 1980-их, још увек се производио за домаће тржиште све до 1988. Познат као Жигули (по брду која се налази у близини фабрике) унутар Совјетског Савеза, главне разлике између ВАЗ-2101 и Фијата 124 су употреба дебљег челика за каросерију, добошне кочнице на задњим точковима уместо диск кочница и мотор по мери. Ране верзије аутомобила су имале ручицу за покретање за ручно покретање мотора ако се батерија испразни у сибирским зимским условима и помоћну пумпу за гориво.
Према уговору о лиценцирању са Фијатом, ВАЗ-у је било забрањено да продаје аутомобил у Италији како би заштитило Фијатово уносно домаће тржиште, нити је било дозвољено да се продаје на било ком извозном тржишту у конкуренцији са 124; међутим, извоз у Западну Европу почео је 1974. године када је 124 укинут у корист Фиатовог новијег 131 Мирафјорија. Модел 2101 се продавао на извозним тржиштима као Лада 1200, Лада 1300, Лада 1200С и Лада 2101 до 1989. године; продавана је у Уједињеном Краљевству од маја 1974. до доласка Риве 1983. Била је то прва Лада која је продавата у Уједињеном Краљевству.
Прве године произведено је 22.000 примерака, а капацитет је достигао 660.000 до 1973. године. Продаја је достигла милион 21. децембра 1973, милион и по 1974. године. У мају 1974. Лада се појавила у продаји у Великој Британији, по цени од 979 фунти.
ВАЗ-2101 је произвођен, готово непромењен, од 1970. до 1982. године.

## Модели

### ВАЗ-2101
- ВАЗ-2101 (1970–1982) — прва варијанта је била опремљена мотором од 1.198 cc (73,1 cu in) (дизајн брегасте осовине изнад главе, који никада није коришћен у Фијату)[7] који производи 60 PS (44 kW; 59 КС) и нуди максималну брзину од 140 km/h (87 mph) и 0 – 100 km/h за око 20 секунди.[8] У поређењу са Фијатом 124, направљено је укупно 800 модификација,[7] укључујући задње кочнице (дискови до бубњева),[7] суспензије (за већи размак од тла), карбуратор и неке друге делове како би се задовољио широк опсег руских климатских услова, као и челик дебљег профила (тако да је 2101 тежио 945 kg (2.083 lb), Фиат 90 kg (200 lb) мање[7]). Сви ови модели имали су меко ослањање прилагођено локалним путевима које је омогућавало веома удобну вожњу чак и по тешким макадамским путевима. Рани модели су укључивали ручицу, у случају да се батерија испразни (ова ставка је касније изостављена) и помоћну пумпу за гориво.[7] Лада је за кратко време постала прави хит у Совјетском Савезу. Модел 2101 (и његове прве модификације) отвориле су нову еру у руском аутомобилизму. Нажалост, фабрика у Тољатију није могла да задовољи потражњу потрошача и људи су морали да чекају годинама да би добили прилику да купе аутомобил. Извоз је почео 21. фебруара 1971. у Југославију, са 32 аутомобила послата у Финску, Холандију и Белгију 30. јула.[7] Након конкурса у совјетском аутомобилистичком часопису За рулём (За воланом[9]) који је привукао 1.812 пријава, у септембру 1971. изабрано је име Лада (руски за „хармонију”),[10] а извозни модели су названи Лада 1200с.[11] Производња је увек била иза потражње, и цена је расла, али до 1980. године чекање на нови 2101 се смањило на годину дана.[11] Караванска верзија 2102 почела је да се производи 27. априла 1972. године.[11] Продаја на Куби је почела 1971. (а до 2006. Раул Кастро се возио на посао у свом салону) и Канади 1978, али ниједна лада није извезена у САД.[12] Ангола је добила својих првих хиљаду лада 1977. године и временом постала значајан купац.[12]
- 21011 (1974–1981) — модификована варијанта са 67 КС (50 kW; 68 PS) мотором од 1.294 cc (79 cu in).[12] Даље промене су укључивале самоподешавајуће бубањске кочнице на задњој осовини, такође уграђене у ВАЗ-2101. Равна предња сочива индикатора уместо оних у облику куполе на ВАЗ-2101. Уклоњени су „рогови”, или надјахачи, на браницима и замењени гуменом траком која пролази целом дужином браника. Задња светла су такође изглађена на сличан начин као и сочива индикатора, а пасивни рефлектор (раније одвојен део испод главних задњих светала) је уграђен као мали део квадратног облика у саму групу задњих светла. Пумпа за ветробранско стакло је померена надоле и управљана је ногом (а не гуменим дугметом на командној табли ВАЗ 2101, којим се управљало притиском прста). Контролан плоча је имала пластичну облогу са ефектом дрвета; сирен а је постављена на поклопац волана. Предња и задња седишта су постала удобнија. Материјал и боја контролне табле су промењени са оригиналне црне на светло сивом у белу на црном, такође је промењено осветљење контролне табле. На задњим стубовима били су правоугаони отвори за вентилацију са решетком, којих није било на ВАЗ-2101. Четири хоризонталне овалне рупе за бољи проток ваздуха до хладњака појавиле су се на предњој плочи одмах изнад предњег браника. Извозна серија је означена као Лада 1300.
- 21012 – лимузина са воланом на десној страни са четирк цилиндра од 1,198 cc (0,0731 cu in), ушла у производњу 22. маја 1973, за извоз у Јапан, Аустралију и Британију (што се показало као веома успешно тржиште).[12]
- 21013 (1977–1988) — сличан ВАЗ-21011, мотор од 1.198 cc (73,1 cu in), извожен је као Лада 1200 са надограђеном верзијом (која укључује промене екстеријера и командне табле уведене са ВАЗ-21011) под називом Лада 1200S.
- 21014 караван, са мотором од 1.198 cc (73,1 cu in), ушао је у производњу 22. маја 1973, за извоз у Јапан, Аустралију и Британију (што се показало као веома успешно тржиште).[12]
- 21016 (1976–1981) — специјална модификација, доступна само совјетској полицији, мотор од 1.452 cc (89 cu in) (од ВАЗ-2103) у каросерији ВАЗ-21011.[13]
- 21018 (1978) — прва серијска модификација ротационог мотора за совјетску полицију и КГБ са једним ротором од 70 КС (52 kW; 71 PS) ВАЗ-311 Ванкеловим мотором са електронским паљењем и свећицама са две електроде.[14] Такође је имао карбуратор са нижим протоком, са различитим величинама млаза у односу на 2101, и двостепени пречистач ваздуха.[15] Представљен је јавности до 1982. Само 250 изграђено.[15] Издржљивост мотора је била проблем, јер би се истрошио на само 20,000 km (12,427 mi).[16]
- 21019 Аркан (1983?) — друга серија ротационих мотора модификације за совјетску полицију и КГБ са два ротора од 120 КС (89 kW; 120 PS) ВАЗ-411 или ВАЗ-4132 Ванкеловим мотором.[17]

### ВАЗ-2102
Караванска верзија ВАЗ-2101 (базирана на Фиату 124 Фамилијаре) била је позната као 2102 и била је доступна од 1971. Замењена је моделом 2104 (Лада Рива на неким тржиштима) 1985. Преко 660.000 је направљено до краја производња 1986. У мају 1974, отпочето је са продајом у Британији по цени од 979 фунти.
- ВАЗ-2102 (1971–1986) — познат и као Лада 1200 Комби (1200 ЕС Истејт).
- ВАЗ-21021 (1974–1985) — опремљен мотором од 1,294 cc (0 cu in). Такође је познат као Лада 1300 Комби. Извозни модели су добили задњи перач/брисач.[5]
- ВАЗ-21023 (1973–1985) — опремљен мотором од 1,452 cc (0 cu in). Такође је познат као Лада 1500 Комби (1500 ДЛ Истејт). Извозни модели су добили задњи перач/брисач.[5] Продаја Ладе 1500 караван у Великој Британији почела је у октобру 1977. и завршила се у октобру 1985. као Лада 1500 ДЛ Истејт.

## Техничке спецификације
| Type                                     | VAZ-2101                                                                                            | VAZ-21011                                                                                           |
| ---------------------------------------- | --------------------------------------------------------------------------------------------------- | --------------------------------------------------------------------------------------------------- |
| Mass, dry                                | 890 kg                                                                                              | |
| Mass, roadworthy                         | 955 kg                                                                                              | 1010 kg                                                                                             |
| Max. permissible mass                    | 1355 kg                                                                                             | 1400 kg                                                                                             |
| Length                                   | 4073 mm                                                                                             | 4073 mm                                                                                             |
| Width                                    | 1611 mm                                                                                             | 1611 mm                                                                                             |
| Height                                   | 1440 mm                                                                                             | 1440 mm                                                                                             |
| Wheelbase                                | 2424 mm                                                                                             | 2424 mm                                                                                             |
| Track width (front)                      | 1349 mm                                                                                             | 1349 mm                                                                                             |
| Track width (rear)                       | 1305 mm                                                                                             | 1305 mm                                                                                             |
| Ground clearance (fully laden)           | 170 mm                                                                                              | 170 mm                                                                                              |
| Turning raidus                           | 5.6 m                                                                                               | 5.6 m                                                                                               |
| Ramp angle (front)                       | 36 °                                                                                                | 36 °                                                                                                |
| Ramp angle (rear                         | 17 °                                                                                                | 17 °                                                                                                |
| Tyres                                    | 114-330 mm (4½-13 in)                                                                               | 114-330 mm (4½-13 in)                                                                               |
| Engine code                              | VAZ-2101                                                                                            | VAZ-21011                                                                                           |
| Engine type                              | Water-cooled, straight-four, Otto, counterflow cylinder head, duplex-chain driven overhead camshaft | Water-cooled, straight-four, Otto, counterflow cylinder head, duplex-chain driven overhead camshaft |
| Fuel system                              | Two-stage downdraught carburetter type 2101-1107010-02                                              | Two-stage downdraught carburetter type 2101-1107010-02                                              |
| Displacement                             | 1198 cm³                                                                                            | 1294 cm³                                                                                            |
| Bore × Stroke                            | 76 mm × 66 mm                                                                                       | 79 mm × 66 mm                                                                                       |
| Compression {\displaystyle \varepsilon } | 8,5                                                                                                 | 8,8                                                                                                 |
| Rated power (GOST–14846)                 | 46 kW (62 PS) at 5600 min−1                                                                         | 51 kW (69 PS) at 5600 min−1                                                                         |
| Rated power (DIN 70020)                  | 44 kW (60 PS) at 5600 min−1                                                                         | 48 kW (65 PS) at 5600 min−1                                                                         |
| Rated power (SAE J1349)                  | 48 kW (65 PS) at 5600 min−1                                                                         | |
| Max. torque (GOST–14846)                 | 87 N·m (8.9 kp·m) at 3400 min−1                                                                     | 93 N·m (9.5 kp·m) at 3400 min−1                                                                     |
| Fuel type                                | Petrol AI-93 GOST 2084-67                                                                           | Petrol AI-93 GOST 2084-67                                                                           |
| Top speed                                | 140 km/h                                                                                            | 145 km/h                                                                                            |
| Acceleration (0–100 km/h)                | 22 s                                                                                                | 18 s                                                                                                |
| Stopping distance (at 80 km/h)           | 38 m                                                                                                | |
| Fuel consumption (combined, l/100 km)    | 8.0 l                                                                                               | 9.0 l                                                                                               |
| Gradeability (1st gear)                  | 34 %                                                                                                | |
| Fuel tank volume                         | 39 l                                                                                                | 39 l                                                                                                |
| Source                                   | [ 19 ]                                                                                              | [ 20 ]                                                                                              |

## Галерија
- ВАЗ-2101 (Лада жигули 1200)
- Рели возило
- Лада жигули 1200, произведена 1975. године
- ВАЗ-2102 (Лада 2102 караван)
- ВАЗ-2101 модификован у такси лимузину у Тринидаду, Куба